# L'Ereta de les Bruixes (el Masroig)
L'Ereta de les Bruixes és una muntanya de 337 metres que es troba al municipi del Masroig, a la comarca catalana del Priorat.